# Halterofilia en los Juegos Olímpicos de Tokio 2020
La halterofilia en los Juegos Olímpicos de Tokio 2020 se realizó en las instalaciones del Foro Internacional de Tokio del 24 de julio al 4 de agosto de 2021.
En total fueron disputadas en este deporte 14 pruebas diferentes, 7 masculinas y 7 femeninas. El programa de competiciones se modificó en relación con la edición anterior, una categoría masculina fue eliminada.

## Medallistas

### Masculino
| Evento                | Oro                                                        | Plata                                                    | Bronce                                        |
| --------------------- | ---------------------------------------------------------- | -------------------------------------------------------- | --------------------------------------------- |
| 61 kg (25 de julio)   | Li Fabin · República Popular China · 141 + 172 = 313* RO   | Eko Yuli Irawan · Indonesia · 137 + 165 = 302*           | Igor Son · Kazajistán · 131 + 163 = 294*      |
| 67 kg (25 de julio)   | Chen Lijun · República Popular China · 145 + 187 = 332 RO  | Luis Javier Mosquera · Colombia · 151 + 180 = 331        | Mirko Zanni · Italia · 145 + 177 = 322        |
| 73 kg (28 de julio)   | Shi Zhiyong · República Popular China · 166 + 198 = 364 RM | Julio Mayora · Venezuela · 156 + 190 = 346               | Rahmat Abdullah · Indonesia · 152 + 190 = 342 |
| 81 kg (31 de julio)   | Lyu Xiaojun · República Popular China · 170 + 204 = 374 RO | Zacarías Bonnat · República Dominicana · 163 + 204 = 367 | Antonino Pizzolato · Italia · 165 + 200 = 365 |
| 96 kg (31 de julio)   | Fares Ibrahim Elbaj · Catar · 177 + 225 = 402 RO           | Keydomar Vallenilla · Venezuela · 177 + 210 = 387        | Anton Pliesnoi · Georgia · 177 + 210 = 387    |
| 109 kg (3 de agosto)  | Akbar Joʻrayev · Uzbekistán · 193 + 237 = 430 RO           | Simon Martirosian · Armenia · 195 + 228 = 423            | Artūrs Plēsnieks · Letonia · 180 + 230 = 410  |
| +109 kg (4 de agosto) | Lasha Talajadze · Georgia · 223 + 265 = 488 RM             | Ali Davoudi · Irán · 200 + 241 = 441                     | Man Asaad · Siria · 190 + 234 = 424           |

- (*) – Arrancada (kg) + dos tiempos (kg) = total olímpico (kg)

### Femenino
| Evento               | Oro                                                       | Plata                                                  | Bronce                                                            |
| -------------------- | --------------------------------------------------------- | ------------------------------------------------------ | ----------------------------------------------------------------- |
| 49 kg (24 de julio)  | Hou Zhihui · República Popular China · 94 + 116 = 210* RO | Chanu Mirabai · India · 87 + 115 = 202*                | Windy Cantika Aisah · Indonesia · 84 + 108 = 192*                 |
| 55 kg (26 de julio)  | Hidilyn Diaz · Filipinas · 97+ 127 = 224 RO               | Liao Qiuyun · República Popular China · 97 + 126 = 223 | Zulfiya Chinshanlo · Kazajistán · 90 + 123 = 213                  |
| 59 kg (27 de julio)  | Kuo Hsing-Chun · China Taipéi · 103 + 133 = 236 RO        | Polina Guryeva · Turkmenistán · 96 + 121 = 217         | Mikiko Ando · Japón · 94 + 120 = 214                              |
| 64 kg (27 de julio)  | Maude Charron · Canadá · 105 + 131 = 236                  | Giorgia Bordignon · Italia · 104 + 128 = 232           | Chen Wen-Huei · China Taipéi · 103 + 127 = 230                    |
| 76 kg (1 de agosto)  | Neisi Dajomes Barrera · Ecuador · 118 + 145 = 263         | Katherine Nye · Estados Unidos · 111 + 138 = 249       | Aremi Fuentes Zavala · México · 108 + 137 = 245                   |
| 87 kg (2 de agosto)  | Wang Zhouyu · República Popular China · 120 + 150 = 270   | Tamara Salazar Arce · Ecuador · 113 + 150 = 263        | Crismery Santana Peguero · República Dominicana · 116 + 140 = 256 |
| +87 kg (2 de agosto) | Li Wenwen · República Popular China · 140 + 180 = 320 RO  | Emily Campbell · Reino Unido · 122 + 161 = 283         | Sarah Robles · Estados Unidos · 128 + 154 = 282                   |

- (*) – Arrancada (kg) + dos tiempos (kg) = total olímpico (kg)

## Medallero
| Núm. | País                    | Oro | Plata | Bronce | Total |
| ---- | ----------------------- | --- | ----- | ------ | ----- |
| 1    | República Popular China | 7   | 1     | 0      | 8     |
| 2    | Ecuador                 | 1   | 1     | 0      | 2     |
| 3    | China Taipéi            | 1   | 0     | 1      | 2     |
| 3    | Georgia                 | 1   | 0     | 1      | 2     |
| 5    | Canadá                  | 1   | 0     | 0      | 1     |
| 5    | Catar                   | 1   | 0     | 0      | 1     |
| 5    | Filipinas               | 1   | 0     | 0      | 1     |
| 5    | Uzbekistán              | 1   | 0     | 0      | 1     |
| 9    | Venezuela               | 0   | 2     | 0      | 2     |
| 10   | Indonesia               | 0   | 1     | 2      | 3     |
| 10   | Italia                  | 0   | 1     | 2      | 3     |
| 12   | Estados Unidos          | 0   | 1     | 1      | 2     |
| 12   | República Dominicana    | 0   | 1     | 1      | 2     |
| 14   | Armenia                 | 0   | 1     | 0      | 1     |
| 14   | Colombia                | 0   | 1     | 0      | 1     |
| 14   | India                   | 0   | 1     | 0      | 1     |
| 14   | Irán                    | 0   | 1     | 0      | 1     |
| 14   | Reino Unido             | 0   | 1     | 0      | 1     |
| 14   | Turkmenistán            | 0   | 1     | 0      | 1     |
| 20   | Kazajistán              | 0   | 0     | 2      | 2     |
| 21   | Letonia                 | 0   | 0     | 1      | 1     |
| 21   | Japón                   | 0   | 0     | 1      | 1     |
| 21   | México                  | 0   | 0     | 1      | 1     |
| 21   | Siria                   | 0   | 0     | 1      | 1     |
|      | TOTAL                   | 14  | 14    | 14     | 42    |